# Комуз

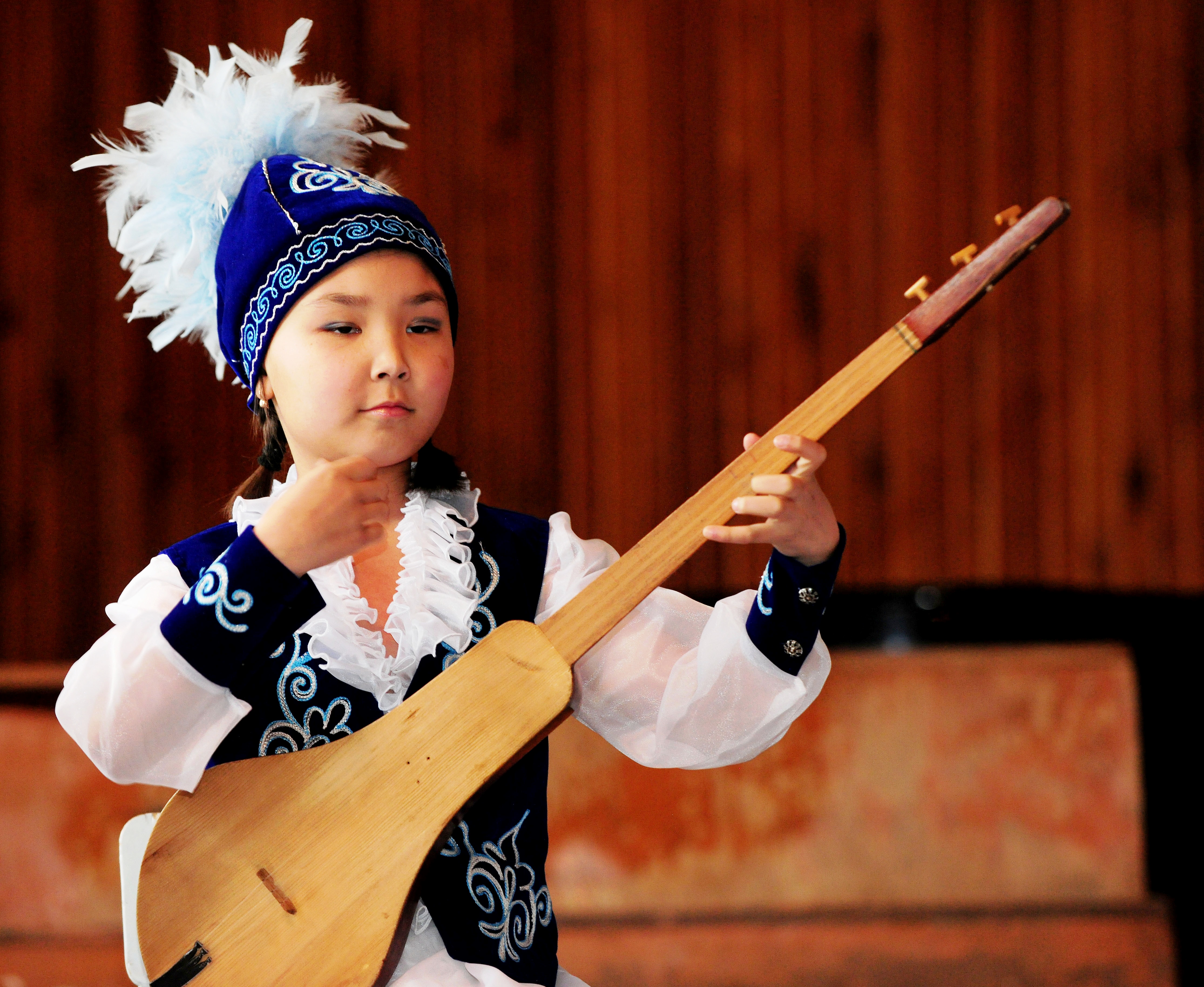
Киргизька дівчинка грає на комузі

Комуз або копуз (кирг. комуз [qoˈmuz], азерб. qopuz, тур. kopuz) — давній безладовий струнний музичний інструмент, поширений у Центральній Азії. Він споріднений з іншими тюркськими струнними інструментами, монгольським товшууром та лютнею. 
Інструмент використовують різні тюркські етнічні групи — від Китаю до Туреччини. У Китаї форми цього інструмента також побутують у народу насі під назвами хуобусі, хебісі та хунбусі. 
Комуз вважається національним інструментом Киргизстану і є одним із найвідоміших символів киргизької культури. Зазвичай його виготовляють із цільного шматка дерева — переважно з абрикоса або ялівцю. Має три струни, які традиційно робилися з кишок, а в сучасності часто виготовляються з рибальської жилки. 
У найпоширеніших строях середня струна має найвищий звук за висотою.  
Віртуозні виконавці можуть грати на кому́зі в різних положеннях — через плече, між колінами або навіть догори ногами. 
Зображення комуза розміщене на звороті банкноти номіналом один сом. 